# 佛蘿倫絲·格林
佛蘿倫絲·碧雅翠絲·格林（英語：Florence Beatrice Green，1901年2月19日—2012年2月4日），本姓派特生（Patterson），生於英格蘭伦敦埃德蒙顿。第一次世界大戰末期，曾加入英國皇家女子空軍（WRAF）。在克勞德·喬勒斯死後，她成為最後一位在世的第一次世界大戰退伍軍人。

## 生平
格林出生于伦敦的埃德蒙顿。第一次世界大战時，她于1918年9月参加英國皇家女子空軍，时年17岁，负责军官食堂的饮食。同年11月，第一次世界大戰結束。雖然不是正式戰鬥編制的軍人，她仍屬於軍人，因此于2010年1月被认定为仍存活的最年长的参加过第一次世界大战的女兵。
1920年结婚后搬到金斯林。她的丈夫是铁路工人，于结婚后55年的1975年去世，享年82岁。她住在金斯林直到2011年11月，她的大女儿（1921年生）把她安排到养老院居住。2011年2月19日，她庆祝自己110岁的生日，成为了全英国只有10名的女性超级人瑞之一。2011年7月20日，她正式成为超级人瑞。
有人对她提问说：“你110岁时和以往有什么不同的感觉？。”她回答：“和109岁没有什么区别。”她一共有1个儿子和2个女儿及4名孫兒、7名曾孫。在她去世前，她被认为是西诺福克的第一年长者，诺福克郡的第二年长者，全英国的第六年长者。